# سواتوپلوک چخ
سواتوپلوک چخ (انگلیسی: Svatopluk Čech; ۲۱ فوریهٔ ۱۸۴۶ – ۲۳ فوریهٔ ۱۹۰۸) روزنامه‌نگار، نویسنده، و شاعر چکی بود.